# Сульдум Башкы
Сульдум Башкы (в миру — Николай Бугажикович Куулар) (1947—2014) — российский религиозный деятель, Верховный лама Тывы (12 марта 2010 года — 11 сентября 2014 года).

## Биография
Родился в 1947 году. Буддийский духовный сан принял в 1990 году. Буддийское духовное образование получил в Санкт-Петербурге, в дацане Гунзе Чойне. В 2000 году Сульдум Башкы принял высшие монашеские обеты. До марта 2010 года исполнял обязанности Даа-ламы Пий-Хемского района.
12 марта 2010 года на 6-м съезде буддистов, на котором присутствовали представители духовенства со всей республики, избран на пост Камбы-ламы Тывы. Он стал пятым Верховным ламой Тувы, избранный за тринадцать лет официального существования Управления Камбы-ламы. На выборах было предложено три кандидатуры — Джамбел Лодой, Болат-оол Мерген, представитель храма «Алдын Хурээ» в городе Чадан, и лама Сульдум Башкы. После оглашения кандидатов Лодой и Мерген сняли свои кандидатуры в пользу Башкы, объяснив, что это решение будет правильным, так как Башкы является одним из старейших и уважаемых лам республики. За кандидатуру Башкы проголосовало большинство. «Я очень рад, что хурал прошел по-дружески и все понимали важность изменения устава. Нам предстоит большая работа по реорганизации управления и реализации плана развития буддизма в Туве», — заявил новоизбранный Верховный лама.
Сульдум Башкы служил на этом посту до своей кончины 11 сентября 2014 года.